# Henki Waldschmidt
Henki Waldschmidt (ur. 28 czerwca 1988 w Hadze) – holenderski kierowca wyścigowy.

## Kariera

### Formuła Renault
Holender karierę rozpoczął w roku 1995, od startów w kartingu. W 2006 roku przeszedł do wyścigów samochodów jednomiejscowych, debiutując we włoskiej oraz europejskiej Formule Renault. Startując we włoskim zespole Prema Powerteam, zmagania zakończył odpowiednio na 6. i 15. miejscu, w końcowej klasyfikacji.
W kolejnym sezonie (ponownie reprezentując włoską stajnię), w obu seriach został sklasyfikowany na 7. pozycji, z dorobkiem odpowiednio dwóch (we włoskiej) oraz jednego zwycięstwa (w europejskim cyklu).

### Formuła 3
W latach 2008–2009 Henki brał udział w Formule 3 Euroseries. Ścigając się we francuskiej ekipie SG Formula, w pierwszym podejściu nie zdobył punktów, natomiast w drugim sześciokrotnie dojechał w pierwszej ósemce, dzięki czemu w klasyfikacji generalnej zajął 12. lokatę. W obu sezonach Waldschmidt wystąpił również w prestiżowym wyścigu Masters of Formuła 3. Za każdym razem jednak nie kończył zmagań.

### Formuła 1
W roku 2008 pełnił funkcję kierowcy testowego japońskiego zespołu F1 – Toyota.